# Spodachy
Spodachy (ukr. Сподахи) – wieś na Ukrainie, w obwodzie winnickim, w rejonie winnickim, w hromadzie Niemirów. W 2001 liczyła 787 mieszkańców, spośród których 769 wskazało jako ojczysty język ukraiński, 15 rosyjski, 2 mołdawski, a 1 inny.